# Skoghall
Skoghall est une localité de Suède dans la commune de Hammarö, dont elle est le chef-lieu, située dans le comté de Värmland.
Sa population était de 14 447 habitants en 2019.